# Stenostelma umbelluliferum
Stenostelma umbelluliferum är en oleanderväxtart som först beskrevs av Rudolf Schlechter, och fick sitt nu gällande namn av Bester och Nicholas. Stenostelma umbelluliferum ingår i släktet Stenostelma och familjen oleanderväxter. Inga underarter finns listade i Catalogue of Life.